# Associazione Femminile Dilettantistica Grifo Perugia 2013-2014
Questa pagina raccoglie i dati riguardanti l'Associazione Femminile Dilettantistica Grifo Perugia nelle competizioni ufficiali della stagione 2013-2014.

## Stagione
La squadra, dopo aver giocato le partite casalinghe al stadio Flavio Mariotti di Santa Sabina all'inizio della stagione, dal 24 gennaio 2014 ottiene il trasferimento ufficiale allo stadio Comunale di San Sisto di via Gaetano Donizetti, presso l'omonima frazione del comune di Perugia, dotato di erba sintetica.

## Rosa
Rosa aggiornata alla fine del campionato.
| N. |                    | Ruolo | Calciatrice           |
| -- | ------------------ | ----- | --------------------- |
|    | Italia (bandiera)  | P     | Miriam Marroccoli     |
|    | Italia (bandiera)  | P     | Elisa Monsignori      |
|    | Italia (bandiera)  | P     | Francesca Cucchiarini |
|    | Italia (bandiera)  | D     | Benedetta Alessi      |
|    | Italia (bandiera)  | D     | Lucia Bianchi         |
|    | Italia (bandiera)  | D     | Martina Bordellini    |
|    | Albania (bandiera) | D     | Serina Bylykbashi     |
|    | Italia (bandiera)  | D     | Alessandra Ferretti   |
|    | Italia (bandiera)  | D     | Noemi Monetini        |
|    | Italia (bandiera)  | D     | Bianca Parise         |
|    | Italia (bandiera)  | D     | Timo Rangana          |
|    | Italia (bandiera)  | D     | Nicole Ricci          |
|    | Italia (bandiera)  | D     | Martina Rosmini       |
|    | Italia (bandiera)  | D     | Carlotta Saravalle    |
|    | Italia (bandiera)  | C     | Valentina Brozzetti   |
|    | Italia (bandiera)  | C     | Corinna Fiorucci      |

| N. |                   | Ruolo | Calciatrice          |
| -- | ----------------- | ----- | -------------------- |
|    | Italia (bandiera) | C     | Federica Giovannucci |
|    | Italia (bandiera) | C     | Eleonora Mariotti    |
|    | Italia (bandiera) | C     | Elisa Narcisi        |
|    | Italia (bandiera) | C     | Romina Natalizi      |
|    | Italia (bandiera) | C     | Eleonora Pederzoli   |
|    | Italia (bandiera) | C     | Elena Proietti       |
|    | Italia (bandiera) | C     | Eleonora Ricci       |
|    | Italia (bandiera) | C     | Silvia Spapperi      |
|    | Italia (bandiera) | A     | Laura Ceccarelli     |
|    | Italia (bandiera) | A     | Martina Ceccarelli   |
|    | Italia (bandiera) | A     | Giulia Fiorucci      |
|    | Italia (bandiera) | A     | Arianna Franciosa    |
|    | Italia (bandiera) | A     | Gloria Marinelli     |
|    | Italia (bandiera) | A     | Sofia Pellegrino     |
|    | Italia (bandiera) | A     | Luisa Pugnali        |
|    | Italia (bandiera) | A     | Maria Giulia Tuteri  |

## Calciomercato

### Sessione estiva
| Acquisti | Acquisti       | Acquisti | Acquisti |
| R.       | Nome           | da       | Modalità |
| -------- | -------------- | -------- | -------- |
| C        | Eleonora Ricci | Foligno  |          |

|  |

### Sessione invernale
|  |

| Cessioni | Cessioni       | Cessioni | Cessioni   |
| R.       | Nome           | a        | Modalità   |
| -------- | -------------- | -------- | ---------- |
| C        | Elena Proietti | Roma CF  | svincolata |

## Risultati

### Serie A

#### Girone di andata
| Arbitro: | Matteo Grassi (Arezzo) |

|  |           |                                                                            |
|  | Marcatori | 5’, 13’ Camporese 35’ (rig.) Parisi 50’, 82’ Vicchiarello 68’ Zandomenichi |

| Arbitro: | Marco Ceolin (Treviso) |

|                                              |           |  |
| Mason 2’, 15’, 43’ Napoli 11’ Gabbiadini 79’ | Marcatori |  |

| Arbitro: | Federico Fontani (Siena) |

|             |           |               |
| Pugnali 16’ | Marcatori | 95’ D'Argenio |

| Arbitro: | Guglielmo Tubertini (Bologna) |

|                            |           |                                          |
| Panicucci 50’ Cavicchi 60’ | Marcatori | 5’ Saravalle 44’ Proietti 46’ Ceccarelli |

| Arbitro: | Roberto Zucchini (Bologna) |

|                                                    |           |  |
| Rosucci 19’ Bonansea 46’ Sabatino 64’ Massussi 88’ | Marcatori |  |

| Arbitro: | Marco Rossetti (Ancona) |

|                      |           |                           |
| Natalizi 34’, 90'+3’ | Marcatori | 51’ Maiorano 63’ Cattaneo |

| Arbitro: | Paolo Bitonti (Bologna) |

|                       |           |  |
| Bonafini 50’ Boni 80’ | Marcatori |  |

| Arbitro: | Simone D'Angelo (Ascoli Piceno) |

|  |           |                                                            |
|  | Marcatori | 9’, 43’ (rig.) Giacinti 70’ Dossi 78’ Brayda 91’ Cambiaghi |

| Mortegliano 23 novembre 2013, ore 14:30 CET 9ª giornata | Chiasiellis              | 0 – 0 referto | Grifo Perugia | Stadio Comunale Franco Beltrame\| Arbitro: \| Mattia Dal Pan (Belluno) \| |
| Arbitro:                                                | Mattia Dal Pan (Belluno) |               |               |                                                                           |

| Arbitro: | Denis Didu (Jesi) |

|  |           |                                         |
|  | Marcatori | 27’ (aut.) Parise 38’ Adami 88’ Ferrati |

| Arbitro: | Valerio Maranesi (Ciampino) |

|                             |           |  |
| Fuselli 25’ Panico 54’, 69’ | Marcatori |  |

| Arbitro: | Giacomo Pompei Poentini (Pesaro) |

|             |           |                            |
| Pugnali 18’ | Marcatori | 50’ Cavallini 68’ Sedonati |

| Arbitro: | Marco Ricci (Firenze) |

|                                 |           |                                  |
| Biasotto 4’ Nagni 31’, 48’, 51’ | Marcatori | 42’ (rig.) Fiorucci 56’ Monetini |

| Arbitro: | Daniele De Tommaso (Rieti) |

|  |           |                                              |
|  | Marcatori | 52’ Pirone 58’ (rig.) Colasuonno 86’ Diodato |

| Milano Marittima, Cervia 11 gennaio 2014, ore 14:30 CET 15ª giornata | Riviera di Romagna                 | 0 – 0 referto | Grifo Perugia | Stadio Germano Todoli\| Arbitro: \| Raffaele Covili Faggioli (Bologna) \| |
| Arbitro:                                                             | Raffaele Covili Faggioli (Bologna) |               |               |                                                                           |

#### Girone di ritorno
| Arbitro: | Niccolò Panozzo (Castelfranco Veneto) |

|                 |           |  |
| Parisi 32’, 34’ | Marcatori |  |

| Arbitro: | Federico Fontani (Siena) |

|            |           |                                          |
| Parise 64’ | Marcatori | 19’, 81’ Napoli 57’ Ledri 80’ Gabbiadini |

| Arbitro: | Alessandro Rosami (Carrara) |

|           |           |  |
| Greco 65’ | Marcatori |  |

| Arbitro: | Marco Rossetti (Ancona) |

|                                                  |           |                                |
| Marinelli 11’, 62’ Pugnali 60’, 67’ Fiorucci 93’ | Marcatori | 39’ Fenili 83’ (rig.) D'Antoni |

| Arbitro: | Marco Stampatori (Macerata) |

|  |           |                                                |
|  | Marcatori | 13’ Sabatino 35’, 46’ Girelli 48’, 61’ Tarenzi |

| Arbitro: | Michele Giordano (Novara) |

|                |           |               |
| Pellizzoni 58’ | Marcatori | 75’ Saravalle |

| Arbitro: | Giacomo Pompei Poentini (Pesaro) |

|                          |           |             |
| Parise 36’ Marinelli 61’ | Marcatori | 5’ Bonafini |

| Arbitro: | Aniello Giordano (Alessandria) |

|                                     |           |           |
| Riboldi 31’ Mauri 61’ Cambiaghi 80’ | Marcatori | 87’ Ricci |

| Arbitro: | Gianluca Sili (Viterbo) |

|            |           |                         |
| Parise 40’ | Marcatori | 72’ Mantoani 76’ Frizza |

| Arbitro: | Jacopo Bertini (Lucca) |

|                                   |           |  |
| Ferrati 1’, 78’ Guagni 28’ (rig.) | Marcatori |  |

| Arbitro: | Alessio D'Amato (Siena) |

|                        |           |                                                                                               |
| Ricci 55’ Fiorucci 69’ | Marcatori | 3’, 62’ Iannella 30’, 53’, 64’, 72’ Panico 42’ (aut.) Ricci 46’, 78’ Fuselli 60’, 77’ Maendly |

| Arbitro: | Gabriele Nube (Mestre) |

|                                        |           |  |
| Cavallini 44’, 82’ Natalizi 87’ (aut.) | Marcatori |  |

| Arbitro: | Denis Didu (Jesi) |

|  |           |              |
|  | Marcatori | 61’ Vukčević |

| Arbitro: | Mario Cascone (Nocera Inferiore) |

|              |           |  |
| Esposito 60’ | Marcatori |  |

| Arbitro: | Federico Fontani (Siena) |

|  |           |                                                |
|  | Marcatori | 28’, 79’ Caccamo 75’ Baldini 76’ Martin Garcia |

### Coppa Italia

#### Primo turno
Triangolari - Girone 21
| Foligno 4 settembre 2013, ore 15:30 CEST 2ª giornata | Foligno | 2 – 5 | Grifo Perugia | Impianti sp. di Corvia |

| San Sisto, Perugia 8 settembre 2013, ore 15:30 CEST 3ª giornata | Grifo Perugia | 1 – 1 | Stella Azzurra | Stadio Comunale |

## Statistiche

### Statistiche di squadra
| Competizione | Punti | In casa | In casa | In casa | In casa | In casa | In casa | In trasferta | In trasferta | In trasferta | In trasferta | In trasferta | In trasferta | Totale | Totale | Totale | Totale | Totale | Totale | DR  |
| Competizione | Punti | G       | V       | N       | P       | Gf      | Gs      | G            | V            | N            | P            | Gf           | Gs           | G      | V      | N      | P      | Gf     | Gs     | DR  |
| ------------ | ----- | ------- | ------- | ------- | ------- | ------- | ------- | ------------ | ------------ | ------------ | ------------ | ------------ | ------------ | ------ | ------ | ------ | ------ | ------ | ------ | --- |
| Serie A      | 14    | 15      |         |         |         |         |         | 15           |              |              |              |              |              | 30     | 3      | 5      | 22     | 22     | 86     | -64 |
| Coppa Italia | -     | 1       | 0       | 1       | 0       | 1       | 1       | 1            | 1            | 0            | 0            | 5            | 2            | 2      | 1      | 1      | 0      | 6      | 3      | +3  |
| Totale       | -     | 16      |         |         |         |         |         | 16           |              |              |              |              |              | 32     | 4      | 6      | 22     | 28     | 89     | -61 |

### Statistiche delle giocatrici
| Giocatore      | Serie A  | Serie A | Serie A     | Serie A    | Coppa Italia | Coppa Italia | Coppa Italia | Coppa Italia | Totale   | Totale | Totale      | Totale     |
| Giocatore      | Presenze | Reti    | Ammonizioni | Espulsioni | Presenze     | Reti         | Ammonizioni  | Espulsioni   | Presenze | Reti   | Ammonizioni | Espulsioni |
| -------------- | -------- | ------- | ----------- | ---------- | ------------ | ------------ | ------------ | ------------ | -------- | ------ | ----------- | ---------- |
| B. Alessi      | 5        | 0       | 0           | 0          | ?            | ?            | ?            | ?            | 5+       | 0+     | 0+          | 0+         |
| L. Bianchi     | 20       | 0       | 1           | 0          | ?            | ?            | ?            | ?            | 20+      | 0+     | 1+          | 0+         |
| M. Bordellini  | 19       | 0       | 5           | 2          | ?            | ?            | ?            | ?            | 19+      | 0+     | 5+          | 2+         |
| V. Brozzetti   | 2        | 0       | 0           | 0          | ?            | ?            | ?            | ?            | 2+       | 0+     | 0+          | 0+         |
| S. Bylykbashi  | 1        | 0       | 0           | 0          | ?            | ?            | ?            | ?            | 1+       | 0+     | 0+          | 0+         |
| L. Ceccarelli  | 4        | 0       | 0           | 0          | ?            | ?            | ?            | ?            | 4+       | 0+     | 0+          | 0+         |
| M. Ceccarelli  | 17       | 1       | 0           | 0          | ?            | ?            | ?            | ?            | 17+      | 1+     | 0+          | 0+         |
| F. Cucchiarini | 3        | -13     | 0           | 0          | ?            | ?            | ?            | ?            | 3+       | -13+   | 0+          | 0+         |
| A. Ferretti    | 22       | 0       | 1           | 0          | ?            | ?            | ?            | ?            | 22+      | 0+     | 1+          | 0+         |
| C. Fiorucci    | 27       | 2       | 8           | 1          | ?            | ?            | ?            | ?            | 27+      | 2+     | 8+          | 1+         |
| G. Fiorucci    | 21       | 1       | 2           | 0          | ?            | ?            | ?            | ?            | 21+      | 1+     | 2+          | 0+         |
| A. Franciosa   | 0        | 0       | 0           | 0          | ?            | ?            | ?            | ?            | 0+       | 0+     | 0+          | 0+         |
| F. Giovannucci | 0        | 0       | 0           | 0          | ?            | ?            | ?            | ?            | 0+       | 0+     | 0+          | 0+         |
| G. Marinelli   | 19       | 3       | 2           | 1          | ?            | ?            | ?            | ?            | 19+      | 3+     | 2+          | 1+         |
| E. Mariotti    | 0        | 0       | 0           | 0          | ?            | ?            | ?            | ?            | 0+       | 0+     | 0+          | 0+         |
| M. Marroccoli  | 0        | 0       | 0           | 0          | ?            | ?            | ?            | ?            | 0+       | 0+     | 0+          | 0+         |
| N. Monetini    | 28       | 1       | 0           | 0          | ?            | ?            | ?            | ?            | 28+      | 1+     | 0+          | 0+         |
| E. Monsignori  | 27       | -73     | 1           | 0          | ?            | ?            | ?            | ?            | 27+      | -73+   | 1+          | 0+         |
| E. Narcisi     | 1        | 0       | 0           | 0          | ?            | ?            | ?            | ?            | 1+       | 0+     | 0+          | 0+         |
| R. Natalizi    | 28       | 2       | 2           | 0          | ?            | ?            | ?            | ?            | 28+      | 2+     | 2+          | 0+         |
| B. Parise      | 21       | 3       | 4           | 0          | ?            | ?            | ?            | ?            | 21+      | 3+     | 4+          | 0+         |
| E. Pederzoli   | 13       | 0       | 1           | 1          | ?            | ?            | ?            | ?            | 13+      | 0+     | 1+          | 1+         |
| S. Pellegrino  | 4        | 0       | 0           | 0          | ?            | ?            | ?            | ?            | 4+       | 0+     | 0+          | 0+         |
| E. Proietti    | 12       | 1       | 0           | 0          | ?            | ?            | ?            | ?            | 12+      | 1+     | 0+          | 0+         |
| L. Pugnali     | 28       | 4       | 0           | 1          | ?            | ?            | ?            | ?            | 28+      | 4+     | 0+          | 1+         |
| T. Rangana     | 0        | 0       | 0           | 0          | ?            | ?            | ?            | ?            | 0+       | 0+     | 0+          | 0+         |
| E. Ricci       | 21       | 2       | 7           | 0          | ?            | ?            | ?            | ?            | 21+      | 2+     | 7+          | 0+         |
| N. Ricci       | 5        | 0       | 0           | 0          | ?            | ?            | ?            | ?            | 5+       | 0+     | 0+          | 0+         |
| M. Rosmini     | 0        | 0       | 0           | 0          | ?            | ?            | ?            | ?            | 0+       | 0+     | 0+          | 0+         |
| C. Saravalle   | 27       | 2       | 4           | 1          | ?            | ?            | ?            | ?            | 27+      | 2+     | 4+          | 1+         |
| S. Spapperi    | 0        | 0       | 0           | 0          | ?            | ?            | ?            | ?            | 0+       | 0+     | 0+          | 0+         |
| M. G. Tuteri   | 0        | 0       | 0           | 0          | ?            | ?            | ?            | ?            | 0+       | 0+     | 0+          | 0+         |